# Eria longissima
Eria longissima là một loài thực vật có hoa trong họ Lan. Loài này được Ames & Quisumb. mô tả khoa học đầu tiên năm 1931.